# Iván Alonso
Iván Daniel Alonso Vallejo (ur. 10 kwietnia 1979 w Montevideo) – urugwajski piłkarz występując najczęściej na pozycji napastnika, obecnie zawodnik argentyńskiego River Plate. Posiada także obywatelstwo hiszpańskie.
Alonso jest synem Daniela, bratem Matíasa i kuzynem Diego, innych urugwajskich piłkarzy.

## Kariera klubowa
Karierę piłkarską Alonso rozpoczął w Defensor Sporting ze stolicy Urugwaju Montevideo. Następnie podjął treningi w innym klubie z tego miasta, River Plate. W 1998 roku stał się członkiem kadry pierwszego zespołu i zadebiutował w jego barwach w urugwajskiej Primera División. W River Plate grał przez 2 sezony.
W 2000 roku Alonso przeszedł do hiszpańskiego Deportivo Alavés. W Primera División zadebiutował 10 września 2000 w wygranym 3:0 wyjazdowym spotkaniu z UD Las Palmas. 1 października 2000 w meczu z CA Osasuna (2:0) strzelił swojego pierwszego gola w lidze hiszpańskiej. W Alavés stworzył atak z Javim Moreno. W 2001 roku wystąpił w przegranym 4:5 finale Pucharu UEFA z Liverpoolem (w 26. minucie tego meczu strzelił gola). W sezonie 2002/2003 spadł z Alavés do Segunda División.
W 2004 roku Alonso odszedł z Alavés do innego drugoligowca, Realu Murcia. W nim zadebiutował 29 sierpnia 2004 w przegranym 0:2 wyjazdowym meczu z Gimnàstikiem Tarragona. W 2007 roku awansował z Realem do Primera División, jednak pobyt tego klubu w najwyższej klasie rozgrywkowej Hiszpanii trwał rok.
Na początku 2009 roku Alonso przeszedł z Realu do Espanyolu Barcelona za 2,5 miliona euro. Swoje pierwsze spotkanie w tym klubie rozegrał 8 lutego 2009, które Espanyol zremisował na wyjeździe z Getafe CF 1:1. 23 września 2009 strzelił pierwszego w historii ligowego gola dla Espanyolu na nowym stadionie Estadio Cornellá-El Prat, w meczu z Málagą (2:1). Bramkę tą zadedykował zmarłemu graczowi Espanyolu, Danielowi Jarque.
Latem 2011 Alonso jako wolny zawodnik podpisał umowę z meksykańskim zespołem Deportivo Toluca. W Primera División de México zadebiutował 22 lipca 2011 w wygranym 2:1 wyjazdowym spotkaniu z Tecos UAG, w którym zdobył także pierwszą bramkę dla Toluki. W swoim debiutanckim sezonie w Toluce, Apertura 2011, 32-latek zdobył 11 bramek w 17 meczach, zostając królem strzelców meksykańskiej ligi. Pół roku później powtórzył to osiągnięcie, dzieląc się tytułem najlepszego strzelca z Christianem Benítezem.
| Sezon   | Klub             | Kraj      | Rozgrywki        | Mecze | Bramki |
| ------- | ---------------- | --------- | ---------------- | ----- | ------ |
| 1998/99 | River Plate      | Urugwaj   | Primera División | 24    | 3      |
| 1999/00 | River Plate      | Urugwaj   | Primera División | 17    | 6      |
| 2000/01 | Deportivo Alavés | Hiszpania | Primera División | 32    | 8      |
| 2001/02 | Deportivo Alavés | Hiszpania | Primera División | 26    | 2      |
| 2002/03 | Deportivo Alavés | Hiszpania | Primera División | 37    | 6      |
| 2003/04 | Deportivo Alavés | Hiszpania | Segunda División | 21    | 4      |
| 2004/05 | Real Murcia      | Hiszpania | Segunda División | 41    | 11     |
| 2005/06 | Real Murcia      | Hiszpania | Segunda División | 34    | 8      |
| 2006/07 | Real Murcia      | Hiszpania | Segunda División | 40    | 14     |
| 2007/08 | Real Murcia      | Hiszpania | Primera División | 29    | 10     |
| 2008/09 | Real Murcia      | Hiszpania | Segunda División | 14    | 4      |
| 2008/09 | RCD Espanyol     | Hiszpania | Primera División | 16    | 5      |
| 2009/10 | RCD Espanyol     | Hiszpania | Primera División | 34    | 5      |
| 2010/11 | RCD Espanyol     | Hiszpania | Primera División | 20    | 2      |
| 2011/12 | Deportivo Toluca | Meksyk    | Primera División | 34    | 25     |